# Willem ten Rhijne
Willem ten Rhijne (1649 - 1. december 1700) var en hollandsk læge og botaniker ansat ved det Nederlandske Ostindiske Kompagni. Fra 1674 til 1676 opholdt han sig på den japanske ø Dejima ud for Nagasaki. Her kom han i kontakt med japanske og kinesiske handelsfolk og læger og lavede på den baggrund den første europæiske beskrivelse af akupunktur, Dissertatio de Arthritide: Mantissa Schematica: de Acupunctura (1683), og den første detaljerede afhandling om te (1678) – begge skrevet på latin.
Willem ten Rhijne skrev også en bog (1673) med titlen "En beskrivelse af Kap det gode håb og Hottentotterne, landets indfødte" som beskrev de indfødte hottentotters (nuværende Khoikhoi) liv i de tidlige dage af den hollandske beboelse i Sydafrika.